# Verwaltungsgliederung Irlands

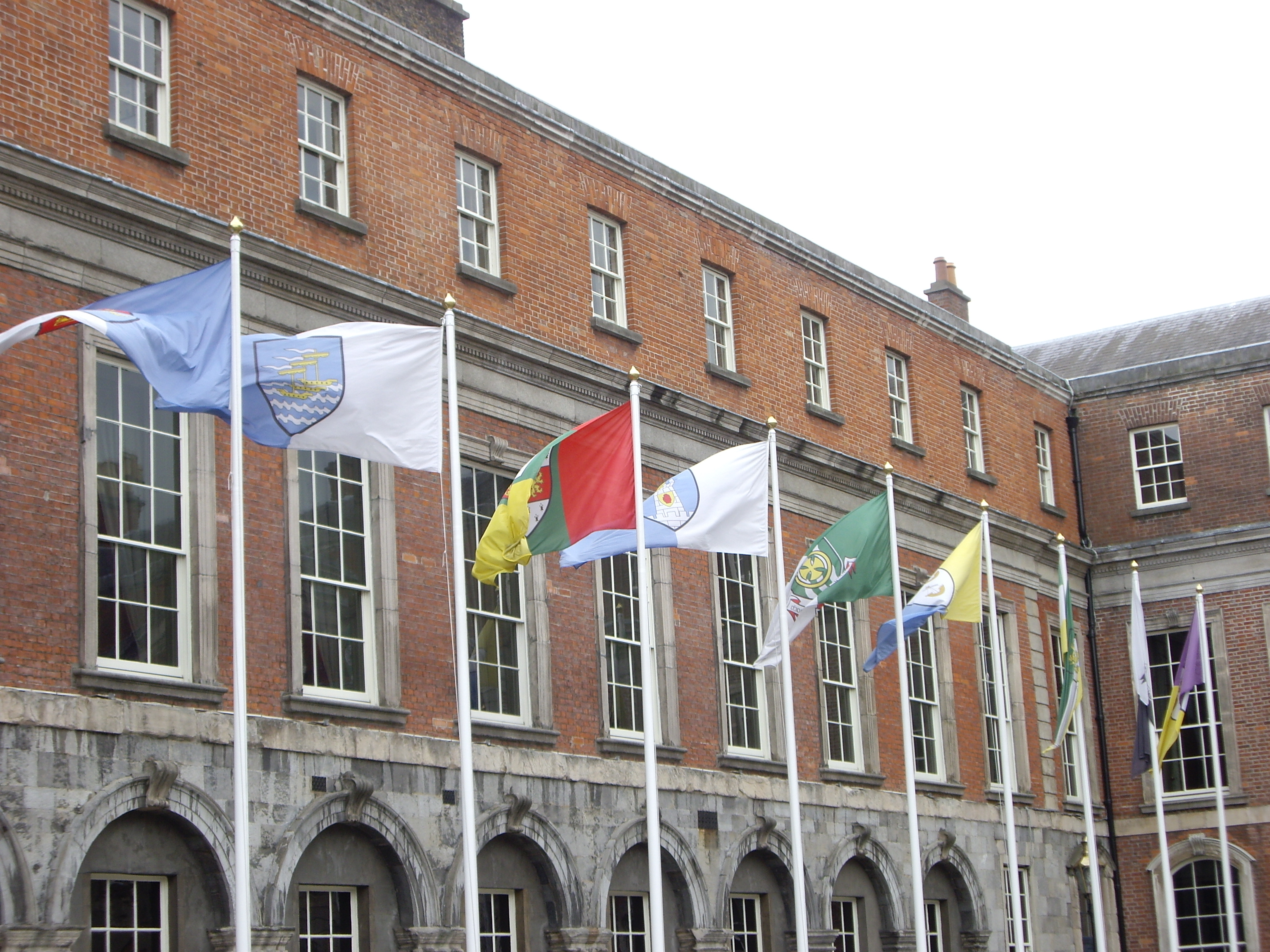
Flaggen der Countys am Dublin Castle

Irland bestand früher aus vier Provinzen, die sich in 32 Grafschaften (Countys) aufteilten. Die Provinzen haben in der Republik Irland heute keine Bedeutung mehr für die Verwaltung des Staates, sind aber im Bewusstsein der Bevölkerung präsent und zum Beispiel im Sport noch relevant. Die Grafschaften bilden bis heute das Gerüst der Verwaltungsgliederung. Sechs der neun historischen Grafschaften der ehemaligen Provinz Ulster gehören zu Nordirland und damit zum Vereinigten Königreich.

## Entstehung der heutigen Verwaltungsgliederung auf Grafschaftsebene

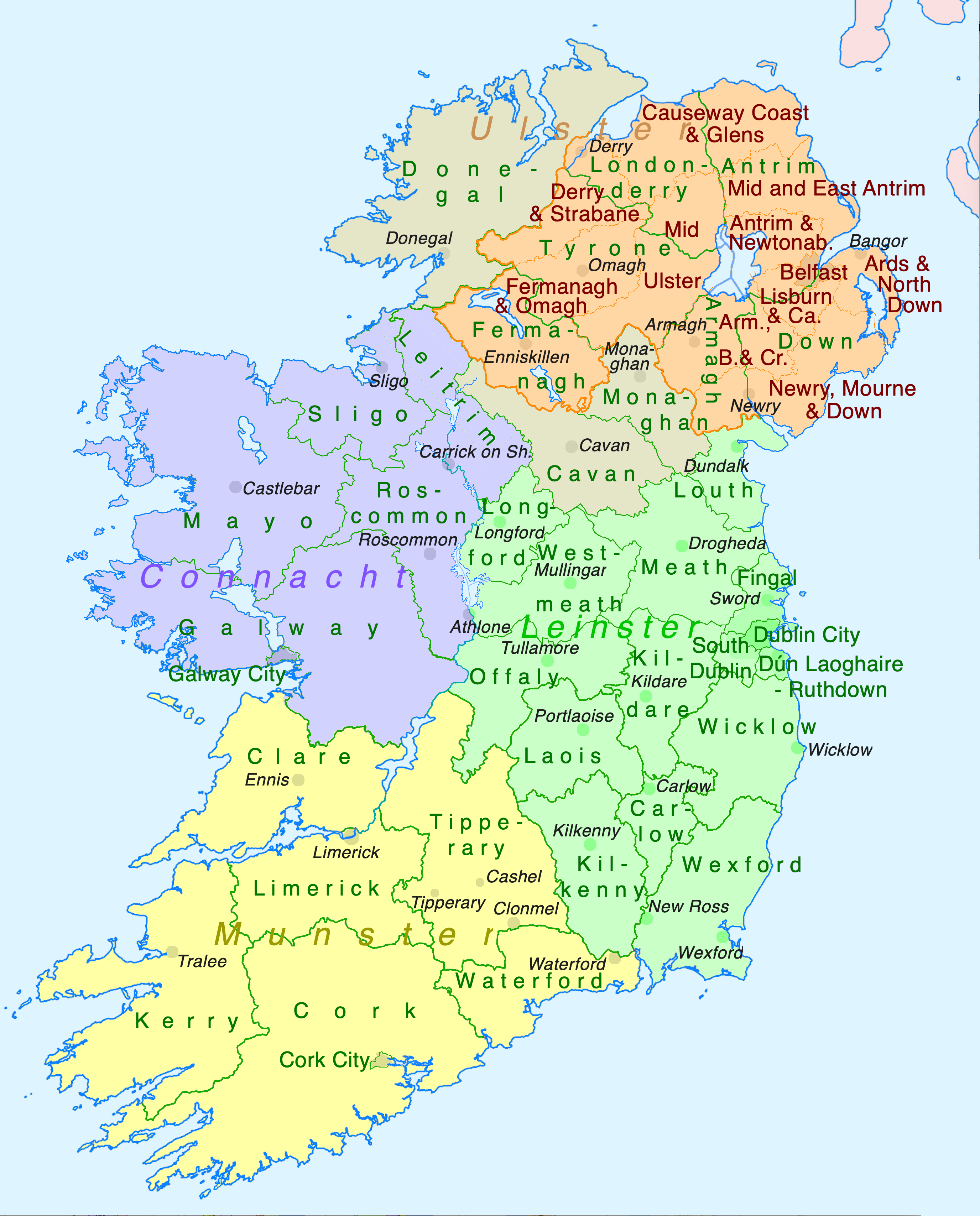
Grafschaften in der Republik Irland und historisch in Nordirland, Distrikte in Nordirland und die vier historischen Provinzen

1629 wurde Wicklow als letzte der historischen Grafschaften gegründet.
1838 wurde die Grafschaft Tipperary im Rahmen der Einrichtung von Schwurgerichten in die Ridings North Tipperary und South Tipperary aufgeteilt.
Durch den Local Government (Ireland) Act 1898 wurden in den einzelnen Grafschaften County Councils als parlamentarische Strukturen eingerichtet. Hierdurch wurden Entscheidungsprozesse auf die lokale Ebene verlagert und von gewählten Vertretern der Bevölkerung gestaltet. Dies war durch die daraus folgende Entwicklung einer politischen Klasse und die zunehmende Bedeutung der Councils als Plattformen irischer Unabhängigkeitsbestrebungen eine wichtige Voraussetzung für die Entstehung des Irischen Freistaates und die irische Unabhängigkeit. Im Rahmen des Local Government (Ireland) Act wurden die Grenzen vieler Grafschaften aus verwaltungstechnischen Gründen geringfügig verändert. Zusätzlich zu den bestehenden Countys wurden die großen Städte Belfast, Cork, Dublin, Limerick, Londonderry und Waterford zu, administrativ den Grafschaften ungefähr gleichgestellten, unabhängigen County Boroughs.
Mit der Errichtung des Irischen Freistaates durch den Anglo-Irischen Vertrag 1921 wurde Irland als Teil des Commonwealth unabhängig; das Staatsgebiet umfasste 26 (durch die Teilung der Grafschaft Tipperary de facto 27) der 32 irischen Grafschaften sowie die County Boroughs Cork, Dublin, Limerick und Waterford.
1994 wurden das County Borough Dublin und die 1930 begründete, administrativ ebenfalls einem County Borough entsprechende Corporation of Dún Laoghaire aufgelöst und das Gesamtgebiet in die drei neugebildeten Grafschaften Dún Laoghaire-Rathdown, Fingal und South Dublin sowie die City of Dublin aufgeteilt.
Im Rahmen einer Verwaltungsreform 2001, die mit dem Ziel einer Vereinfachung der lokalen administrativen Strukturen durchgeführt wurde, wurden die Zuständigkeiten auf Ebene der County Councils konzentriert, die verbleibenden County Boroughs (neben den vier oben genannten auch das 1986 etablierte County Borough Galway) in Cities umbenannt und die zugehörigen City Councils rechtlich den County Councils vollständig gleichgestellt.
Die jüngste Reform der Verwaltungsgliederung auf Grafschaftenebene wurde zu den Wahlen 2014 vorgenommen. Sie beinhaltet neben verschiedenen Veränderungen auf kommunaler Ebene die Wiedervereinigung von North Tipperary und South Tipperary zur Grafschaft Tipperary sowie die Verschmelzung der City Councils Waterford und Limerick mit den gleichnamigen County Councils. 

## Municipal Districts
Zudem wurden 2014 die Counties in ‚municipal Districts‘ aufgeteilt, die anstelle früherer Civil Parishs die unterste Verwaltungsebene bilden. Sofern sie städtischen Charakter haben, werden die municipal Districts als ‚metropolitan Districts‘ bzw. ‚Borough Districts‘ bezeichnet.

## Aktuelle Gliederung auf Grafschaftsebene
|  | 1. Fingal 2. Dublin City 3. Dún Laoghaire–Rathdown 4. South Dublin 5. Wicklow 6. Wexford 7. Carlow 8. Kildare 9. Meath 10. Louth 11. Monaghan 12. Cavan 13. Longford 14. Westmeath 15. Offaly 16. Laois 17. Kilkenny 18. Waterford 19. Cork (City) 20. Cork (County) 21. Kerry 22. Limerick 23. Tipperary 24. Clare 25. Galway (County) 26. Galway (City) 27. Mayo 28. Roscommon 29. Sligo 30. Leitrim 31. Donegal |

| Nr. | County oder City Council              | Historische Provinz | Einwohner (2022) | Fläche in km² | Dichte (Einw./km²) | Verwaltungs- sitz  | Bezeichnung des Verwaltungsoberhaupts | Auto- kennzeichen |
| --- | ------------------------------------- | ------------------- | ---------------- | ------------- | ------------------ | ------------------ | ------------------------------------- | ----------------- |
| 07  | Carlow County Council                 | Leinster            | 61.968           | 897,9         | 69                 | Carlow             | Cathaoirleach                         | CW                |
| 02  | Dublin City Council                   | Leinster            | 592.713          | 117,61        | 5.040              | Dublin             | Lord Mayor                            | D                 |
| 03  | Dún Laoghaire–Rathdown County Council | Leinster            | 233.860          | 126,95        | 1.842              | Dún Laoghaire      | Cathaoirleach                         | D                 |
| 01  | Fingal County Council                 | Leinster            | 330.506          | 453,09        | 729                | Swords             | Mayor                                 | D                 |
| 04  | South Dublin County Council           | Leinster            | 301.075          | 223,01        | 1.350              | Tallaght           | Mayor                                 | D                 |
| 08  | Kildare County Council                | Leinster            | 247.774          | 1.694,2       | 146                | Naas               | Mayor                                 | KE                |
| 17  | Kilkenny County Council               | Leinster            | 104.160          | 2.071,69      | 50                 | Kilkenny           | Cathaoirleach                         | KK                |
| 16  | Laois County Council                  | Leinster            | 91.877           | 1.719,46      | 53                 | Portlaoise         | Cathaoirleach                         | LS                |
| 13  | Longford County Council               | Leinster            | 46.751           | 1.091,25      | 43                 | Longford           | Mayor                                 | LD                |
| 10  | Louth County Council                  | Leinster            | 139.703          | 831,99        | 168                | Dundalk            | Cathaoirleach                         | LH                |
| 09  | Meath County Council                  | Leinster            | 220.826          | 2.334,54      | 95                 | Navan              | Cathaoirleach                         | MH                |
| 15  | Offaly County Council                 | Leinster            | 83.150           | 1.989,81      | 42                 | Tullamore          | Cathaoirleach                         | OY                |
| 14  | Westmeath County Council              | Leinster            | 96.221           | 1.824,86      | 53                 | Mullingar          | Cathaoirleach                         | WH                |
| 06  | Wexford County Council                | Leinster            | 163.919          | 2.365,27      | 69                 | Wexford            | Chairman                              | WX                |
| 05  | Wicklow County Council                | Leinster            | 155.851          | 2.032,6       | 77                 | Wicklow            | Cathaoirleach                         | WW                |
| 24  | Clare County Council                  | Munster             | 127.938          | 3.442,32      | 37                 | Ennis              | Mayor                                 | CE                |
| 19  | Cork City Council                     | Munster             | 222.322          | 39,61         | 5.613              | Cork               | Lord Mayor                            | C                 |
| 20  | Cork County Council                   | Munster             | 361.834          | 7.467,97      | 48                 | Cork               | Mayor                                 | C                 |
| 21  | Kerry County Council                  | Munster             | 156.458          | 4.734,65      | 33                 | Tralee             | Cathaoirleach                         | KY                |
| 22  | Limerick City and County Council      | Munster             | 209.536          | 2.760,02      | 76                 | Limerick           | Cathaoirleach                         | L                 |
| 23  | Tipperary County Council              | Munster             | 167.895          | 4.304,24      | 39                 | Nenagh             | Cathaoirleach                         | T                 |
| 18  | Waterford City and County Council     | Munster             | 127.363          | 1.858,71      | 69                 | Waterford          | Cathaoirleach                         | W                 |
| 26  | Galway City Council                   | Connacht            | 84.414           | 50,57         | 1.669              | Galway             | Mayor                                 | G                 |
| 25  | Galway County Council                 | Connacht            | 193.323          | 6.099,95      | 32                 | Galway             | Mayor                                 | G                 |
| 30  | Leitrim County Council                | Connacht            | 35.199           | 1.588,85      | 22                 | Carrick-on-Shannon | Cathaoirleach                         | LM                |
| 27  | Mayo County Council                   | Connacht            | 137.970          | 5.588,31      | 25                 | Castlebar          | Cathaoirleach                         | MO                |
| 28  | Roscommon County Council              | Connacht            | 70.259           | 2.548,04      | 28                 | Roscommon          | Cathaoirleach                         | RN                |
| 29  | Sligo County Council                  | Connacht            | 70.198           | 1.837,46      | 38                 | Sligo              | Cathaoirleach                         | SO                |
| 12  | Cavan County Council                  | Ulster              | 81.704           | 1.931,88      | 42                 | Cavan              | Cathaoirleach                         | CN                |
| 31  | Donegal County Council                | Ulster              | 167.084          | 4.859,51      | 34                 | Lifford            | Mayor                                 | DL                |
| 11  | Monaghan County Council               | Ulster              | 65.288           | 1.295,92      | 50                 | Monaghan           | Mayor                                 | MN                |

## Historische Gliederung

Die Provinzen in der Republik Irland

Die historischen Provinzen Irlands trugen die Bezeichnung cóiced. Die ursprüngliche Bedeutung dieses Wortes ist „Fünftel“. Die Geschichtsquellen und die irischen Sagen nennen die cóiced Connacht, Leinster, Munster und Ulster; dazu kommt die „Mittelprovinz“ Meath. Manche Überlieferungen kommen auf die Zahl fünf ohne Meath, indem eine Zweiteilung von Munster angenommen wird. Die Einteilung in cóiced wird von der keltischen Mythologie im Lebor Gabála Érenn („Buch der Landnahme Irlands“) den Firbolg zugeschrieben.

### Provinzen
Die vier historischen Provinzen im Einzelnen sind:
| Region                                                      | Lage | Flagge | Anmerkungen |
| ----------------------------------------------------------- | ---- | ------ | --- |
| Connacht Cúige Chonnacht Land der Nachkommenschaft von Conn |      |        | Connacht spielt in der irischen Mythologie eine maßgebliche Rolle. Es ist die Region, in der Medb und Ailill auf Rathcrogan (oder Rath Cruachain) herrschten und die Macht in Irland im Kampf gegen Cú Chulainn anstrebten. Connacht war immer die ärmste und benachteiligteste Region Irlands, in der zu leben als Strafe angesehen wurde. „To hell or to Connacht“, „Zur Hölle oder nach Connacht“ – dies war die Wahl, die vielen Iren blieb, als Oliver Cromwell Irland eroberte. Connacht war auch die am stärksten von der Großen Hungersnot von 1845 bis 1849 betroffene Provinz. |
| Leinster Cúige Laighean „Fünftel (des Stammes) der Laigin“  |      |        | Leinster ist eine ertragreiche Landwirtschaftsregion. Die Provinz ist ein Zentrum der Torfindustrie. Eine der bedeutendsten Blei- und Zinkminen der Welt befindet sich in Navan im County Meath. Tara war ein geistiges Zentrum der Frühzeit. Heute ist Dublin das wichtigste Industriezentrum der Provinz. |
| Munster Cúige Mumhan keltische Göttin Muma                  |      |        | Munster ist die südlichste Provinz Irlands. Der Name der Provinz leitet sich von der keltischen Göttin Muma ab. In früheren Zeiten war die Provinz zeitweilig in drei Königreiche geteilt: das Königreich Ormond im Osten, Desmond im Süden und Thomond im Norden. Diese Königtümer werden durch die drei Kronen in der Provinzflagge symbolisiert. |
| Ulster Cúige Uladh                                          |      |        | Häufig wird Ulster fälschlich als Synonym für Nordirland verwendet. Ulster spielt in der Geschichte des Nordirlandkonfliktes eine wichtige Rolle (Plantation of Ulster). Als Plantation (englisch „Pflanzung“, „Ansiedlung“) werden in Irland historische Maßnahmen Englands bezeichnet, die die Ansiedlung walisischer oder schottischer Einwanderer in Irland zum Ziel hatten. In den Jahren 1603 bis 1660, nach der irischen Niederlage im neunjährigen Krieg, wurden englische und schottische Bauern (protestantischen Glaubens) teils umgesiedelt, teils materiell angelockt. Diese Ansiedlung legte den Grundstein des Jahrhunderte andauernden Konflikts zwischen den unterschiedlichen Bevölkerungsteilen. |

In der Republik Irland spielen die Provinzen noch im Sport eine Rolle, da dieser in Irland oft auf regionaler Basis organisiert ist. Die Rugby-Mannschaft von Ulster umfasst zum Beispiel den irischen und den nordirischen Teil Ulsters.

### Historische Grafschaften

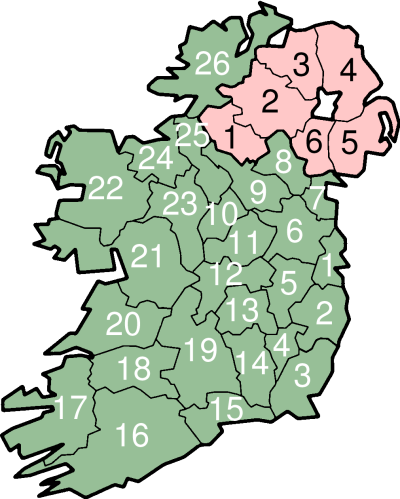
Irland

| Nr. | englischer Name                       | irischer Name             | Provinz  | Lage | Wissenswertes |
| --- | ------------------------------------- | ------------------------- | -------- | ---- | --- |
| 1   | Dublin                                | Contae Bhaile Átha Cliath | Leinster |      | Mit Wirkung vom 1. Januar 1994 wurde das County Dublin per Gesetz aufgelöst und auf die neuen Countys Fingal (Sitz: Swords), Dún Laoghaire-Rathdown (Sitz: Dún Laoghaire) und South Dublin (Sitz: Tallaght) sowie die nun selbständige Stadt Dublin aufgeteilt. Diese Neugliederung wird allerdings im öffentlichen Bewusstsein (auch in den Medien) bisher kaum nachvollzogen. |
| 2   | Wicklow                               | Contae Chill Mhantáin     | Leinster |      | Das Gebiet gehörte seit Anfang des 10. Jahrhunderts zum Wikingerkönigreich Dublin und diente im 12. Jahrhundert wegen seiner unzugänglichen Berglandschaft als Rückzugsgebiet der Iren vor den anglonormannischen Eroberern. So wurde dieses County 1606 als letztes in Irland gegründet. |
| 3   | Wexford                               | Contae Loch Garman        | Leinster |      | Der Name der Grafschaft stammt von deren gleichnamigen Hauptstadt Wexford, die von Wikingern gegründet und Waesfjord (Altnordisch für Einfahrt zum Watt) genannt wurde. |
| 4   | Carlow                                | Contae Cheatharlach       | Leinster |      | Carlow besteht in der Hauptsache aus Flachland. Im Südosten, an der Grenze zu Wexford, erheben sich die Blackstairs Mountains mit dem 793 Meter hohen Mount Leinster. |
| 5   | Kildare                               | Contae Chill Dara         | Leinster |      | In Kildare (ir. Cill Dara = Kirche der Eiche) entspringt der Fluss Boyne. Der Boyne war bereits im Altertum bekannt. Es wird vermutet, dass im 2. Jahrhundert der griechische Kartograph Ptolemäus eine Karte von Irland erstellte, die auch den Boyne abbildete. |
| 6   | Meath                                 | Contae na Mí              | Leinster |      | Der irische Name bedeutet „Mitte“. Die Grafschaft liegt in der zentralirischen Ebene und besteht fast ausschließlich aus Weideland. |
| 7   | Louth                                 | Contae Lú                 | Leinster |      | Der Name des County bezieht sich auf das kleine Dorf Louth, bzw. den keltischen Gott Lugh (irisch Lughbhadh). Mit seinen 832 Quadratkilometern ist Louth die flächenmäßig kleinste der historischen irischen Grafschaften. Louth ist eine durch Mythen und Legenden besonders herausgehobene Grafschaft. |
| 8   | Monaghan                              | Contae Mhuineacháin       | Ulster   |      | Im Norden liegt ein Teil des Slieve Beagh auf dem Gebiet der Grafschaft, ein Plateau aus Kalkstein; in der Mitte erstreckt sich eine Niederung, die im Süden durch ein Hügelland begrenzt wird. Hier finden sich viele Seen und Moore. |
| 9   | Cavan                                 | Contae an Chabháin        | Ulster   |      | Cavan ist eine von drei Grafschaften, die in der Provinz von Ulster liegen, ohne Nordirland anzugehören. Das Gebiet gehört zum irischen Drumlin-Gebiet und ist mit vielen Mooren und Seen bedeckt. |
| 10  | Longford                              | Contae an Longfoirt       | Leinster |      | Longford liegt in der zentralirischen Ebene und wird im Westen durch den Fluss Shannon begrenzt. |
| 11  | Westmeath                             | Contae na hIarmhí         | Leinster |      | Im Mittelalter gehörte das Gebiet zum Königreich Meath. 1173 wurde das Gebiet von den Anglonormannen erobert und unter dem Namen Herrschaft Lochsewdy zuerst an die Lacy, später an die Verdun als Lehen vergeben. 1316 wurde das Gebiet wieder mit dem übrigen Meath vereint und erst 1543 als eigenständige Grafschaft abgetrennt. |
| 12  | Offaly, früher King’s County          | Contae Uíbh Fhailí        | Leinster |      | Die Grafschaft besteht weitestgehend aus einer Ebene, die im Westen vom Fluss Shannon begrenzt wird. Nur im Süden erheben sich die Slieve Bloom Mountains. Durch die Grafschaft zieht sich der Grand Canal der Dublin mit Ballinasloe verbindet. |
| 13  | Laois, früher Queen’s County und Leix | Contae Laoise             | Leinster |      | Laois (etwa Liesch ausgesprochen) hatte früher den englischen Namen des „Leix“. Es gehörte im Mittelalter zum Königreich Leinster. 1171 wurde das Gebiet von den Normannen erobert und fiel 1460 an England. 1556 wurde die Grafschaft unter dem Namen „Queen’s County“ gebildet und die Besiedelung des Landes mit englischen Siedlern betrieben. |
| 14  | Kilkenny                              | Contae Chill Chainnigh    | Leinster |      | Die Grafschaft wird von einem fruchtbaren Becken geprägt, das zu fast 90 % landwirtschaftlich genutzt wird. |
| 15  | Waterford                             | Contae Phort Láirge       | Munster  |      | Im Norden wird das County durch den Fluss Suir, im Osten durch den Waterford Harbour begrenzt. Der Westen ist geprägt von einem Berg- und Hügelland. Der Osten ist eher ein Flachland. |
| 16  | Cork                                  | Contae Chorcaí            | Munster  |      | Cork ist die größte Grafschaft Irlands. Corks 640 Kilometer lange Küstenlinie hat viele saubere Strände und steile Klippen, was die Grafschaft zu einer sehr maritimen Gegend macht. Die Stadt Cork ist einer der wichtigsten Häfen in Irland, denn er ist die Verbindung Irlands mit Frankreich (Roscoff, Le Havre) und mit dem Vereinigten Königreich (Swansea). |
| 17  | Kerry                                 | Contae Chiarraí           | Munster  |      | Der irische Name von Kerry leitet sich von Ciar ab. Er war ein Sohn von Fergus, dem König von Ulster. Die Nachfahren des Ciar haben der Legende nach diesen Teil von Munster besiedelt. Inoffiziell trägt Kerry auch den Beinamen The Kingdom, „Das Königreich“. Zu den bedeutendsten vorgelagerten Inseln gehören die Blasket Islands, die Skelligs mit der größten Insel Skellig Michael, sowie Valentia Island. In Kerry liegt der Carrantuohill, mit 1041 Metern höchster Berg Irlands.        |
| 18  | Limerick                              | Contae Luimnigh           | Munster  |      | Die Wikinger gründeten im Jahre 812 auf einer Insel im Shannon, die heute Kings Island heißt, die Stadt Limerick, aus der sie Brian Boru noch vor der Jahrtausendwende vertrieb. Ein Limerick ist ein kurzes, in aller Regel scherzhaftes Gedicht in fünf Zeilen, mit dem Reimschema [aabba] und einem (relativ) festen Silbenschema, das eine Geschichte erzählt, die meistens mit einer Pointe endet.                                                                                            |
| 19  | Tipperary                             | Contae Thiobraid Árann    | Munster  |      | Im County wird viel Landwirtschaft betrieben, die in der Hauptsache aus Rinder- und Schafzucht besteht. Bei Silvermines gibt es eine der größten Blei-und-Zink-Minen Europas. Der Militärmarsch „It’s a Long Way to Tipperary“ machte diese Gegend weltbekannt. Es war eines der Lieblingslieder der britischen Soldaten im Ersten Weltkrieg. |
| 20  | Clare                                 | Contae an Chláir          | Munster  |      | Der Name der Grafschaft leitet sich vom irischen Wort Clár (Planke) ab. Im 12. Jahrhundert gab es einen Übergang aus Planken über den Fluss Fergus an der Stelle der heutigen Ortschaft Clarecastle. Dieser Flussübergang hatte große Bedeutung, so dass daraus der Name für die Gegend abgeleitet wurde. Clare trägt auch den Beinamen Banner County, da das Mitführen von Bannern in dieser Gegend besonders ausgeprägt war.                                                                     |
| 21  | Galway                                | Contae na Gaillimhe       | Connacht |      | Zahlreiche Regionen Galways, an der Westküste in Connemara, sind als Gaeltacht-Gebiete ausgewiesen, wo noch verstärkt Irisch gesprochen wird. Die Grafschaft liegt am Atlantik zwischen dem Killary Harbour, dem einzigen Fjord Irlands, im Norden und der Galway Bay im Süden. |
| 22  | Mayo                                  | Contae Mhaigh Eo          | Connacht |      | Der Name leitet sich von einem Kloster ab, das im 7. Jahrhundert von St. Colmán südlich der Ortschaft Balla gegründet wurde. Aus diesem Kloster entwickelte sich im 12. Jahrhundert eine Diözese. Der irische Name bedeutet so viel wie Ebene der Eiben. |
| 23  | Roscommon                             | Contae Ros Comáin         | Connacht |      | Roscommon ist eine binnenländische Grafschaft, die zwischen den Flüssen Shannon im Osten und Suck im Westen liegt. Die Grafschaft ist sehr wasserreich und hat viele Flussläufe, Seen und Moore. |
| 24  | Sligo                                 | Contae Shligigh           | Connacht |      | Sligo (nach seiner gleichnamigen Hauptstadt, irisch: Sligeach = das muschelreiche Gebiet/Fluss) ist eine der am dünnsten besiedelten Grafschaften Irlands. Die Stadt Sligo ist vom Meer her von drei Buchten umgeben und wird landseitig von zwei Bergen bewacht – dem Knocknarea, auf welchem sich der Legende nach das Grab der Königin Maeve befindet, und dem Tafelberg Ben Bulben, zu dessen Füßen der Dichter William Butler Yeats begraben liegt (Yeats County).                            |
| 25  | Leitrim                               | Contae Liatroma           | Connacht |      | Bis zum 17. Jahrhundert war die Grafschaft mit ausgedehnten Waldgebieten bedeckt, zu jener Zeit wurden Städte wie Carrick-on-Shannon, Manorhamilton und Jamestown gegründet. Hungersnöte und wirtschaftliche Not führten zu Auswanderungen, so dass die Bevölkerungszahl von 155.000 Einwohnern am Anfang des 19. Jahrhunderts bis auf aktuell knapp 29.000 Einwohner sank. |
| 26  | Donegal                               | Contae Dhún na nGall      | Ulster   |      | Donegal (irisch meist Tír Chonaill, „Land des Conal“); offiziell jedoch Dún na nGall, etwa „Festung der Fremden“, ist die nördlichste Grafschaft Irlands. |
| 1   | Fermanagh                             | Contae Fhear Manach       | Ulster   |      | Die Grafschaft erstreckt sich rund um den Lower Lough Erne, die Stadt Enniskillen und den Upper Lough Erne. Sehenswert sind die Marble Arch Caves, ein Höhlenkomplex mit unterirdischen Flüssen, Wasserfällen und beeindruckenden Tropfsteinen. |
| 2   | Tyrone                                | Contae Thír Eoghain       | Ulster   |      | Der irische Name bedeutet Tír Eoghain, „Eoghans Land“. Die Mitte der Grafschaft besteht aus Hoch- und Hügelland. |
| 3   | Derry                                 | Contae Doire              | Ulster   |      | Derry (lt. von der Queen nicht bestätigtem Stadtratsbeschluss Derry City, vorher City of Londonderry; irisch Doire Cholm Chille, „Eichenhain des (hl.) Columcille“, oder meist kurz Doire, „Eichenhain“) ist die zweitgrößte Stadt Nordirlands. Von Bewohnern der Republik Irland oder katholischen Nordiren wird aus politischen Gründen der Name Derry verwendet. Die gleichnamige Stadt wurde, nachdem die katholischen Parteien im Stadtrat die Mehrheit erhielten, wieder in Derry umbenannt. |
| 4   | Antrim                                | Contae Aontroma           | Ulster   |      | Der Norden der Grafschaft gehörte seit dem 5. Jahrhundert zum christlichen Königreich Dalriada. Von den Normannen wurde der irische Teil im 9. Jahrhundert vom schottischen Teil getrennt und bildete mit dem heutigen County Down das Königreich Ulidia. Nach der Eroberung durch die Normannen im 12. Jahrhundert bestand dieses als Grafschaft Ulster weiter. |
| 5   | Down                                  | Contae an Dúin            | Ulster   |      | Die Grafschaft hat eine lange Vorgeschichte, in der der Bau von Megalithanlagen eine herausragende Rolle spielt. |
| 6   | Armagh                                | Contae Ard Mhacha         | Ulster   |      | Die Grafschaft hat eine lange Vorgeschichte, in der der Bau von Megalithanlagen eine herausragende Rolle spielt. Später gehörte sie zu dem Königreich Ulster, aus dem im 5. Jahrhundert das Königreich Oriel hervorging. Im Norden befindet sich das wichtigste Apfelanbaugebiet Irlands. |